# بريدجبورت (كونيتيكت)
بريدجبورت، هي المدينة الأكثر سكانًا في ولاية كونيتيكت الأمريكية، وخامس أكثر المدن اكتظاظًا بالسكان في منطقة نيو إنغلاند، حيث بلغ عدد سكانها 148,654 نسمة في عام 2020. تقع في شرق مقاطعة فيرفيلد عند مصب نهر بيكوانوك على ساوند لونغ آيلاند، وهي مدينة ساحلية تبعد 60 ميلًا (97 كيلومترًا) عن مانهاتن و40 ميلًا (64 كيلومترًا) عن ذا برونكس. تحدّها بلدة ترمبل من الشمال، وفيرفيلد من الغرب، وستراتفورد من الشرق. تُشكّل بريدجبورت ومدن أخرى في مقاطعة فيرفيلد منطقة تخطيط بريدجبورت الكبرى، وكذلك المنطقة الإحصائية الحضرية بريدجبورت–ستامفورد–نورواك–دانبري، وهي ثاني أكبر منطقة حضرية في كونيتيكت. وتشكل مدينة بريدجبورت جزءًا من المنطقة الحضرية لمدينة نيويورك.
سكن قبيلة باغوسيت من الأمريكيين الأصليين المنطقة حتى استقرار الإنجليز فيها في القرن السابع عشر، وقد أُدرجت بريدجبورت كبلدة عام 1821، وكمدينة عام 1836. سكن منظم العروض بي. تي. بارنوم المدينة وشغل منصب عمدة البلدة (1871). بنى بارنوم أربع منازل في بريدجبورت، واحتضن بها فرقته الاستعراضية خلال فصل الشتاء. شهدت المدينة في أوائل القرن العشرين ازدهارًا اقتصاديًا وسكانيًا، وأصبحت وفق جميع المعايير المدينة الصناعية الأولى في كونيتيكت بحلول عام 1905. كانت بريدجبورت موقعًا لأول شبكة هاتفية تعاونية في العالم (1877)، وأول مدرسة لصحة الأسنان (1949)، وأول خدمة دفع فواتير البنوك عبر الهاتف في الولايات المتحدة (1981). اخترع المخترع هارفي هابل [الإنجليزية] المقبس الكهربائي في بريدجبورت عام 1912. تأسست وعملت شركة فريزبي باي في بريدجبورت. تم افتتاح أول مطعم من سلسلة صب واي في العالم في الطرف الشمالي من المدينة عام 1965. بعد الحرب العالمية الثانية، أدّت إعادة هيكلة القطاع الصناعي والتوسع العمراني إلى خسارة العديد من الشركات الكبرى وسكان المدينة الأثرياء، مما ترك بريدجبورت تواجه تحديات تتعلق بالفقر والجريمة العنيفة.
منذ بداية القرن الحادي والعشرين، شرعت بريدجبورت في عمليات تطوير شاملة لمركز المدينة وأحياء أخرى. بدأ معدل الجريمة في المدينة بالانخفاض بشكل ملحوظ حوالي عام 2010؛ وبحلول عام 2018، كان قد انخفض بما يقارب 50 في المئة. تحتضن بريدجبورت ثلاثة متاحف، وجامعة بريدجبورت، وكلية هوساتونيك المجتمعية، وجزءًا من جامعة ساكرد هارت، بالإضافة إلى حديقة الحيوانات الوحيدة في الولاية. يُطلق على بريدجبورت رسميًا لقب "مدينة الحدائق"، نظرًا لاحتوائها على 35 منتزهًا عامًا تمتد على مساحة 1,300 فدان، من ضمنها اثنان كبيران. وعلى الرغم من أن أيًا من شركات فورتشن 500 لا يقع مقرها الرئيسي داخل المدينة، فإن أكثر من اثنتي عشرة شركة من تلك الشركات تتخذ من منطقتها الحضرية مقرًا لها، وهي المنطقة التي تتشارك فيها مع مدينة ستامفورد. تُصنّف بريدجبورت باستمرار، وفقًا لعدة مصادر، ضمن أكثر 25 مدينة أمريكية تنوعًا عرقيًا وثقافيًا.

## أعلام
- جون ماير
- اليكس بريكنريدج
- إدوين لاند
- بريان دينيهي
- فيني فنسنت
- غوستاف وايتهيد
- ويلبر إف. بوث
- إيدا تاربيل
- بي تي بارنوم
- فانيا كروسبي
- جيسون روباردس

## وصلات خارجية
- الموقع الإلكتروني